# Setter gordon
A setter gordon[Nota] (em inglês:  Gordon Setter) é uma raça canina desenvolvida na década de 1700, no condado de Banffshire, onde fica a propriedade do duque escocês Richmond e Gordon. De pelagem preta com marcações castanhas - comum desde antes do padrão ser adotado para a raça - é classificado como de temperamento bondoso e aparência bela, pelo longo e liso, com corpo comprido e flexível, pouco mais atarracado que os demais setters. Apesar de suas qualidades e do adestramento ser considerado fácil, não tornou-se tão popular quanto os setters ingleses e irlandeses. Podendo atingir os 30 kg, é um cão de porte grande que necessita de exercícios rotineiros e vigorosos.